# Makin' Whoopee
Makin' Whoopee är en låt från år 1928 av artisten Eddie Cantor. Den är skriven av Walter Donaldson och Gus Kahn. Första släppet av låten kom ut den 18 december 1928, 14 dagar efter det första live-framförandet av låten.
En version av låten gavs även ut år 1954 av Ella Fitzgerald.